# 곽동수
곽동수(1964년 11월 10일 ~ )는 대한민국의 전직 교수, 현직 시사평론가이다.

## 생애
곽동수는 1989년 월간 마이크로소프트웨어 기고를 시작으로 디지털, 경제 분야 평론가의 길을 걷기 시작했다. 이후 한글과컴퓨터, 디지털 랭크 등에서 근무했다. 1990년대에는 KBS2 '곽동수의 컴맹탈출', EBS의 '컴퓨터는 내친구', 방송대학 TV에서 인터넷 정보검색사 강의를 하며 방송계에 입문했다.
1990년대 말 소호족(SOHO족)이 언론의 집중 조명을 받을 당시, 곽동수는 소호족의 한 명으로 한겨레신문에 소개됐다. 이 소개기사에 따르면 곽동수는 1992년 경에 결혼한 것으로 보인다. 숭실대 박사과정생이던 1997년 7월, 곽동수는 한겨레 인터뷰를 통해 잡지 칼럼 연재, 방송 출연, 인터넷 DB 운영 등으로 월 1천만원 이상의 소득을 올린다고 밝혔다. 또한 월 수입의 절반 이상은 원래 운영하던 사무실 경비를 줄인데 따른 것이라고 밝혔다. 또한 같은 해 곽동수는 소호 관련 책을 1권 번역하고, 이듬해에는 본인의 경험을 살린 소호 창업 책을 펴낸다. '대한민국 소호 1호'로 소개되기도 한다. 1999년에는 인터넷만으로 5박 6일을 보내는 '체험 인터넷 서바이벌 99'에 참여했다.
2004년 10월부터 2009년 2월까지 CBS 표준FM에서 "곽동수의 싱싱경제"를 진행했으며, 2009년부터는 서울경제TV에서 'SEN 경제매거진'을 진행했다. 초기 곽동수의 활동 분야는 디지털, IT, 경제 관련 분야였으나, 방송 경력이 쌓임에 따라 분야를 확장했다.
2008년에는 MBC 100분 토론에 출연해 미국산 쇠고기 반대 촛불시위를 옹호하는 발언을 했고, 2011년 종합편성채널 출범 이후에는 종편에서 진보진영의 주장을 대변하였다.
2013년 11월까지 왕성한 방송활동을 이어갔으나, 최근에는 진보유튜버로 활동하고 있다
현재, 곽동수TV 라는 유튜브 채널을 운영하고 있다.

## 학력
- 숭실대학교 경제학 학사
- 숭실대학교 대학원 경제학 석사
- 숭실대학교 대학원 경제학 박사 과정 수료

## 경력
- 1992년: 한글과컴퓨터 기획실장, 고객지원실 실장
- 1997년 : 한국사이버대학교 KCU 컴퓨터정보통신학부 외래교수
- 1999년: 디지털랭크 대표이사사장
- 2004년~2009년 : CBS 표준FM 곽동수의 싱싱경제 진행
- 2012년 6월 ~ :숭실사이버대학교 컴퓨터정보통신학과 외래교수

## 저서
- 《안녕하세요 컴퓨터이야기》. 정보문화사. 1993년. ISBN 9788976270825
- 《안녕하세요 아래아한글3.0》. 정보문화사. 1996년. ISBN 9788976272201
- 《곽동수의 SOHO창업》. 살림. 1998년. ISBN 9788985577885
- 《HOWPC 디지털 카메라 신입문》. 영진닷컴. 2002년. ISBN 9788931444308
- 《세계의 IT》. 홍진P&M. 2005년. ISBN 8956972281
- (번역서) 이토 토모하치로 저, <<연봉 1억, 지금은 SOHO 시대>>, 1997, ISBN 9788987507002